# Slavko Vraneš
Slavko Vraneš (Crn. ćirilica: Славко Вранеш; Pljevlja, 30. siječnja 1983.) je crnogorski profesionalni košarkaš. S visinom od 2,29 m, jedan je od najviših košarkaša na svijetu. Vraneš je na NBA draftu 2003. izabran u drugoj rundi od strane New York Knicksa. U NBA je još igrao i za momčad Trail Blazersa, a ukupno je tijekom sezone 2003./2004. odigrao samo jednu utakmicu.
Karijeru je započeo u FMP Železniku, a još kao junior seli se u turski Efes Pilsen S.K. U siječnju 2001. vraća se u Crnu Goru igrati za podgoričku Budućnost. Vraneš je tijekom svoke karijere igrao i za Crvenu zvezdu. Kasnije se vraća u momčad Budućnosti, gdje provodi tri sezone, a u listopadu 2007. potpisuje trogodišnji ugovor s beogradskim Partizanom.

## Vanjske poveznice
- NBA.com draft profil
- Draft profil  Arhivirana inačica izvorne stranice od 24. svibnja 2008. (Wayback Machine)
- Potezi karijere na hoopshype.com
- Vranešov youtube video